# Anatoli Ivanichine
Anatoli Alekseïevitch Ivanichine (en russe : Анатолий Алексеевич Иванишин) est un cosmonaute russe né le 15 janvier 1969 à Irkoutsk qui a fait partie de l'équipage permanent de la Station spatiale internationale en 2011, en 2016 et en 2020.

## Biographie

### Jeunesse
Anatoli Ivanichine, après une carrière comme pilote dans les forces aériennes russes, est sélectionné comme cosmonaute par Roscosmos en 2003 et rejoint le groupe TSPK 13. Il possède aussi un diplôme en économie et statistique. Son entraînement de base se termine deux ans plus tard.

### Missions
Ivanichine est sélectionné comme ingénieur de vol de la mission Soyouz TMA-22, lancée le 14 septembre 2011 en direction de la station spatiale internationale. Il fait partie de l'équipage permanent de la Station spatiale pour les expéditions 29 et 30 et revient sur Terre le 27 avril 2012 après 165 jours passés dans l'espace.
Il s'envole à nouveau pour la Station spatiale le 7 juillet 2016 en commandant le premier Soyouz de type MS. Il est intégré à l'équipage des expéditions 48 et 49. Il revient sur Terre le 30 octobre après 115 jours de vol.
Il est choisi en tant que commandant de l'équipage de réserve de Soyouz MS-16. En février 2020, l'équipage titulaire se retrouvant indisponible en raison de la blessure d'un de ses membres, Ivanichine est affecté à cette mission avec les ingénieurs de vol Ivan Vagner et Christopher Cassidy. Les trois hommes s'envolent le 9 avril 2020 pour participer aux expéditions 62 et 63 de la Station spatiale internationale.

## Galerie

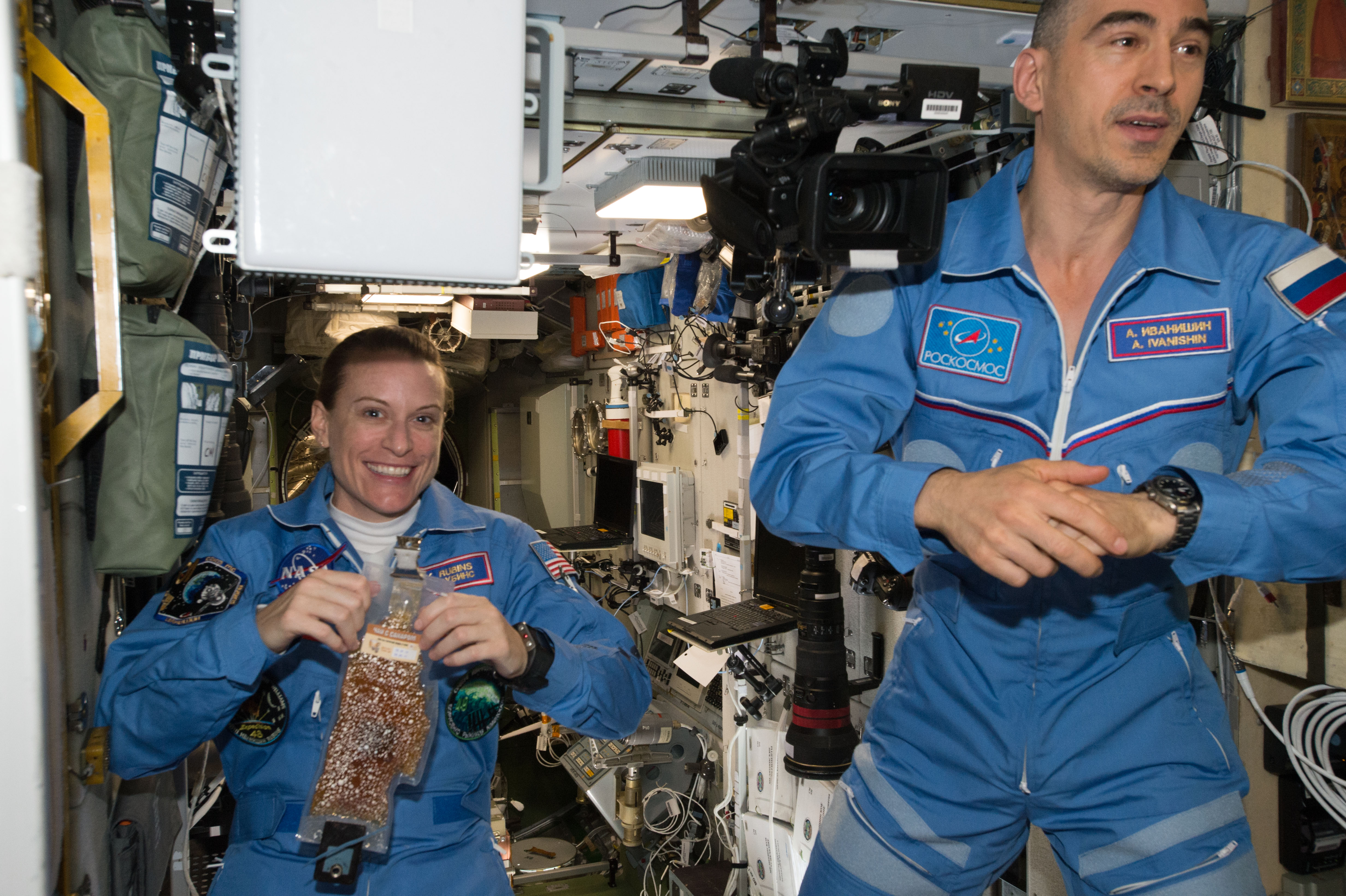
Anatoli Ivanishine avec sa coéquipière Kathleen Rubins peu après leur arrivée dans le module russe Zvezdza de la station lors de sa seconde mission
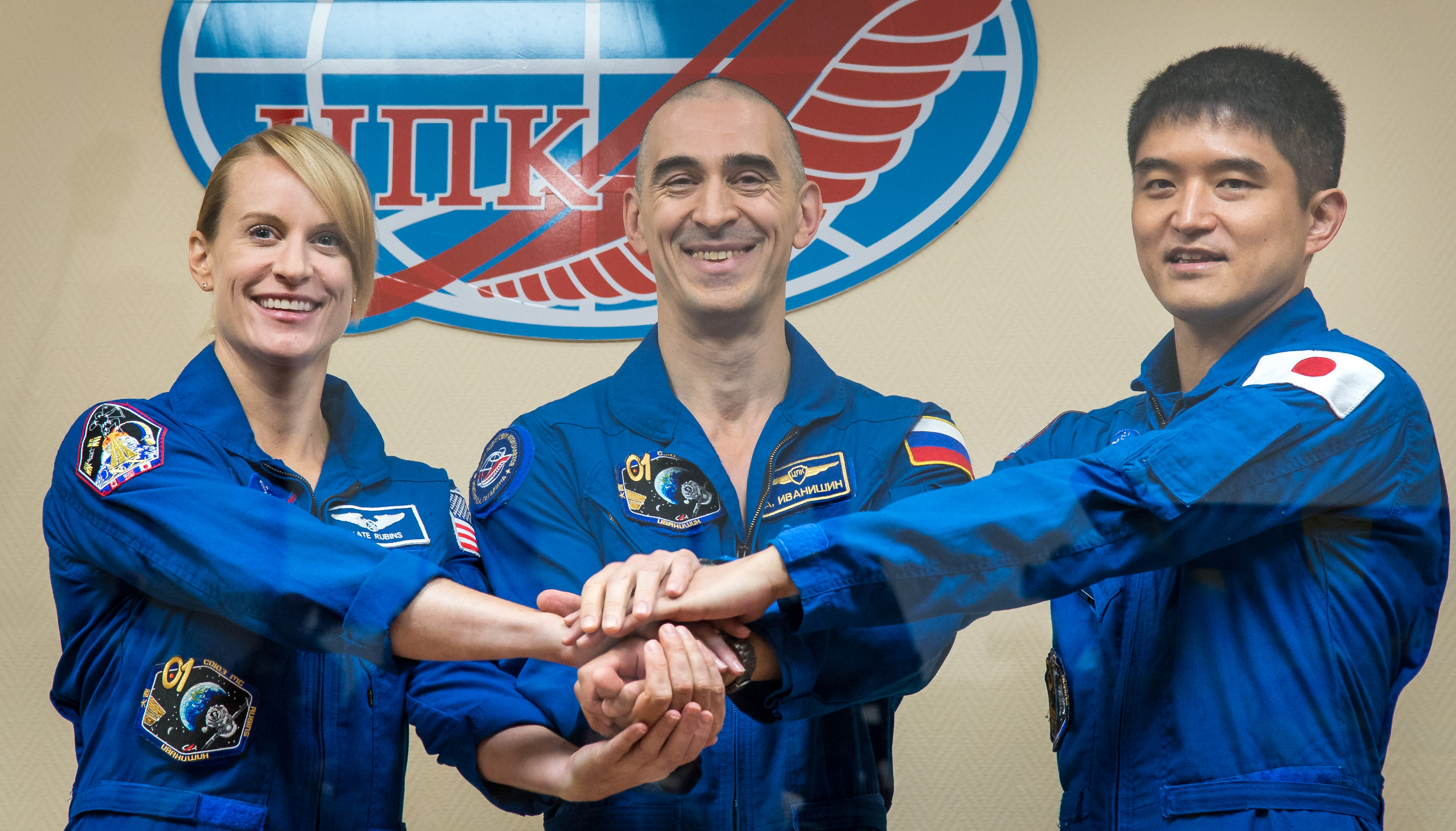
L'équipage de l'expédition 48 : Ivanishine est au centre